# Estadio Ferroviario de Los Andes
El Estadio Ferroviario de Los Andes fue un recinto deportivo inaugurado en 1930 en Los Andes, Región de Valparaíso, Chile. Albergó los encuentros de Trasandino hasta su demolición en 1994.

## Historia
El estadio, de orientación oriente-poniente, estaba ubicado en los terrenos de la antigua estación del Ferrocarril Trasandino Los Andes-Mendoza, donde previamente existía un potrero que servía para la práctica del fútbol, que utilizaba Trasandino. El recinto fue inaugurado el 6 de julio de 1930 con un partido amistoso entre el conjunto andino y San Luis de Quillota.
En los años 1940 se comenzaron a construir graderías en los sectores norte y sur, mientras que años más tarde se inauguraron los sectores de detrás de los arcos. Hacia los años 1960 se reconstruyó la tribuna oficial en el sector sur, con casetas de transmisión, y las torres de iluminación.
En 1992 la Empresa de los Ferrocarriles del Estado suspendió los servicios de pasajeros entre Los Andes y Valparaíso, y con esto comenzó un proceso de enajenación de bienes. En 1994 el estadio fue demolido, y permaneció como sitio eriazo hasta 2000 cuando en sus terrenos comenzó la construcción de un proyecto inmobiliario.